# Trent Sainsbury
Trent Lucas Sainsbury (Perth, 1992. január 5. –) ausztrál labdarúgó, a holland élvonalbeli PEC Zwolle hátvédje.
Perthi születésűként a helyi Gloryban kezdett játszani, majd az Australian Institute of Sport Football Program tagja lett, mielőtt elkezdte profi pályafutását a Central Coast Marinerszel. 2014-ben a PEC Zwolle csapatába igazolt.
Négyszeres ausztrál válogatott.